# Arrhyton procerum
Espèce
Arrhyton procerum est une espèce de serpents de la famille des Dipsadidae.

## Répartition
Cette espèce est endémique de la province de Matanzas à Cuba.

## Description
L'holotype de Arrhyton procerum, un mâle adulte, mesure 371 mm dont 164 mm pour la queue, pour une masse totale de 6,5 g.

## Étymologie
Son nom d'espèce, du latin procerus, « long et effilé », lui a été donné en référence à sa morphologie.

## Publication originale
- Hedges & Garrido, 1992 : Cuban snakes of the genus Arrhyton: two new species and a reconsideration of A. redimitum Cope. Herpetologica, vol. 48, no 2, p. 168-177 (texte intégral).